# Concerto for Group and Orchestra
Concerto for Group and Orchestra è il primo album dal vivo dei Deep Purple, realizzato con la Royal Philharmonic Orchestra di Londra, pubblicato nel 1969.

## Storia
Il disco contiene un brano in tre movimenti in cui il gruppo si unisce a una orchestra sinfonica per eseguire un concerto in stile classico. A dirigere la Royal Philharmonic Orchestra di Londra fu Malcolm Arnold. Il concerto si tenne il 24 settembre 1969 nella Royal Albert Hall.
La composizione venne concepita da Jon Lord come una contrapposizione fra gruppo e orchestra partendo da un tema principale eseguito inizialmente dall’orchestra e poi dal gruppo stesso.
Fu il primo con la nuova formazione comprendente Ian Gillan alla voce e Roger Glover al basso al posto di Rod Evans e Nick Simper. Nell'album il gruppo alterna le proprie performance con quelle dell'orchestra e l'intera partitura fu composta da Jon Lord.
Nel 1990 è stata pubblicata la versione in CD dell'album che comprende anche i brani Wring that Neck e Child in Time eseguiti nel corso della stessa serata solamente dai Deep Purple senza intervento orchestrale. Nel 2003 è uscito la versione DVD video (su etichetta EMI) comprendente, tra i contenuti speciali, anche il brano Hush.
Del 2002 la versione doppio CD contenente Intro, live set integrale dei Deep Purple e Encore del Third Movement. La contemporanea edizione su vinile si presentò come cofanetto contenente altresì la versione della Sesta Sinfonia di Malcolm Arnold eseguita nella medesima serata.

## Copertina
La foto di copertina è stata ripresa dagli Opeth per l'album dal vivo In Live Concert at the Royal Albert Hall, anch'esso registrato alla Royal Albert Hall.

## Tracce
Lato A
1. First Movement: Moderato-Allegro – 19:05
2. Second Movement: Andante Part 1 – 6:35

Lato B
1. Second Movement: Andante Conclusion – 12:27
2. Third Movement: Vivace-Presto – 15:24

Riedizione in CD
Disco 1
1. Intro – 3:28
2. Hush – 4:41
3. Wring That Neck – 13:24
4. Child in Time – 12:02

Disco 2 (Concerto for Group and Orchestra)
1. First Movement: Moderato-Allegro – 19:05
2. Second Movement: Andante – 19:00
3. Third Movement: Vivace-Presto – 15:24
4. Encore: Third Movement: Vivace – Presto (Part) – 5:52

## Formazione
- Ian Gillan - voce
- Ritchie Blackmore - chitarra
- Roger Glover - basso
- Jon Lord - tastiere
- Ian Paice - batteria
- La Royal Philharmonic Orchestra diretta da Malcolm Arnold

## Esecuzioni
La rappresentazione è contenuta nell'album Live at the Royal Albert Hall e nel video In Concert with the London Symphony Orchestra del 2000.
Nel 2001 a Tokyo è stato eseguito in concerto con la New Japan Philharmonic e reso disponibile nel Cofanetto The Soundboard Series dello stesso anno.
Nel 2003 è stato eseguito in concerto al Teatro dell'opera di Sydney con la George band e la Sydney Symphony Orchestra.
Nel 2007 è stato eseguito in concerto al Malcolm Arnold Festival di Northampton da Jon Lord con la Royal Philharmonic Orchestra
Nel 2010 è stato eseguito in concerto a Liverpool con Jon Lord e la Royal Liverpool Philharmonic Orchestra
Nel 2011 è stato eseguito in concerto al Teatro Golden di Palermo da Jon Lord con l'Orchestra Sinfonica del Conservatorio Alessandro Scarlatti diretta da Carmelo Caruso
Nel 2012 è uscita una versione registrata in studio con Jon Lord, la Royal Liverpool Philharmonic Orchestra diretta da Paul Mann, Joe Bonamassa, Steve Morse, Bruce Dickinson e Guy Pratt.